# Potentilla caliginosa
Potentilla caliginosa es una especie de planta del género Potentilla, perteneciente a la familia Rosaceae.

## Taxonomía
Potentilla caliginosa fue descrita por Jiří Soják en 1966.

## Distribución
Se encuentra en el territorio este del Himalaya y en el Tíbet.